# Eutscheid
Eutscheid ist ein ehemaliger Ort in der Gemeinde Windeck. Der Ort gehört heute zum Kirchdorf Leuscheid.

## Lage
Eutscheid liegt in einer Höhe von 260 bis 290 m ü. NHN auf dem Leuscheid. Nachbarorte sind neben Leuscheid im Nordwesten Röhrigshof im Nordosten, Kocherscheid im Osten und Kuchhausen im Süden.

## Geschichte
1910 gab es in Eutscheid 12 Haushalte: Ackerer Wilhelm Drees, Zimmermann Friedrich Gerhard Dünzer, Ackergehilfe August Fuchs, Schneider Heinrich Gerhard Fuchs, Ackerin Witwe Wilhelm Fuchs, die Ackerer Karl und August Gansauer, Tagelöhner Wilhelm Kolb, Ackerer Albert Schmidt, Ackergehilfe Wilhelm Schmidt, Schuster Karl Sommer und Ackerer und Bergmann Karl Waldhaus.